# Взвешивание шерсти (картина)
«Взвешивание шерсти» (англ. Weighing the fleece) — картина австралийского художника Джорджа Вашингтона Ламберта, написанная в 1921 году. Находится в Национальной галерее Австралии в Канберре.

## Описание
На картине изображён интерьер амбара для стрижки овец и хранения шерсти, в котором хозяин и его жена наблюдают за взвешиванием шерсти, только что полученной от стоящей рядом с ними овцы, в то время как другая овца стоит в ожидании стрижки. Картина имеет базовую треугольную форму — «почти фриз внутри фронтона» — с весами, расположенными на вершине треугольника.
Джим Дэвидсон так описывал полотно:
За стрелкой весов следят глаза всех присутствующих, кроме двух мужчин, занимающихся овцами. С одной стороны от весов стоят покупатель шерсти и его помощники, а на другой доминирующие фигуры — владелец фермы и его жена. Его рука наполовину в кармане, он принимает надменный вид — небрежное владение собой — в то время как его жена сидит на соседнем мешке с шерстью.
Ламберт утверждал, что думал о картине в течение 25 лет — период, который предполагает, что она может быть ответом на «Стрижку овец» Тома Робертса. Джим Дэвидсон заявил: «Конечно, она не могла быть более противоположной по духу: вместо празднования сурового мужского труда „Взвешивание шерсти“ повествует о богатстве и социальном порядке».
Ламберт написал полотно за 8 дней. Несмотря на это, Ламберт гордился вниманием к деталям на картине: «балки и ласточкин помёт на балках, гофрированное железо, масляный барабан, керосиновая канистра, тюк шерсти с клеймом», которые создали «шедевр малой портретной группы».

## История
Картина была заказана Ли Садлиер Фолкинером, владельцем станции Уэнганелла, недалеко от Дениликуина в регионе Риверина в Новом Южном Уэльсе. Местность Уэнганелла позже была названа по этой станции. Однако Фолкинеру не понравилось то, как он и его жена Беатрис были изображены художником, и он в результате отказался покупать картину. Позднее картина была продана сэру Болдуину Спенсеру за 600 фунтов стерлингов.
В 1966 году картина была приобретена Национальной галереей Австралии.

## Критика
Критики в основном одобрили картину, хотя некоторые утверждали, что в ней не хватает эмоциональности и сочувствия к предмету.
Всё образует прекрасную композицию, в центре которой белая шерсть. Каждая деталь этой картины показывает почти прерафаэлитскую трогательность. — «The Argus», 15 сентября 1921 г.